# El show de los shows
El Show de los Shows (Arriba el Telón en España) es una película sonora de Estados Unidos de 1929 dirigida por John G. Adolfi.
Con un costo de producción de $850,000 y con un reparto integrado por las estrellas de Warner Bros en aquellos momentos. Su estilo estaba basado en los principios de filmación de los estudios MGM. Fotografiada completamente en technicolor de dos colores el costo de la película significó una gran inversión para los estudios MGM.
La versión en color de la película se considera perdida, excepto algunos fragmentos sueltos.